# Javorový štít

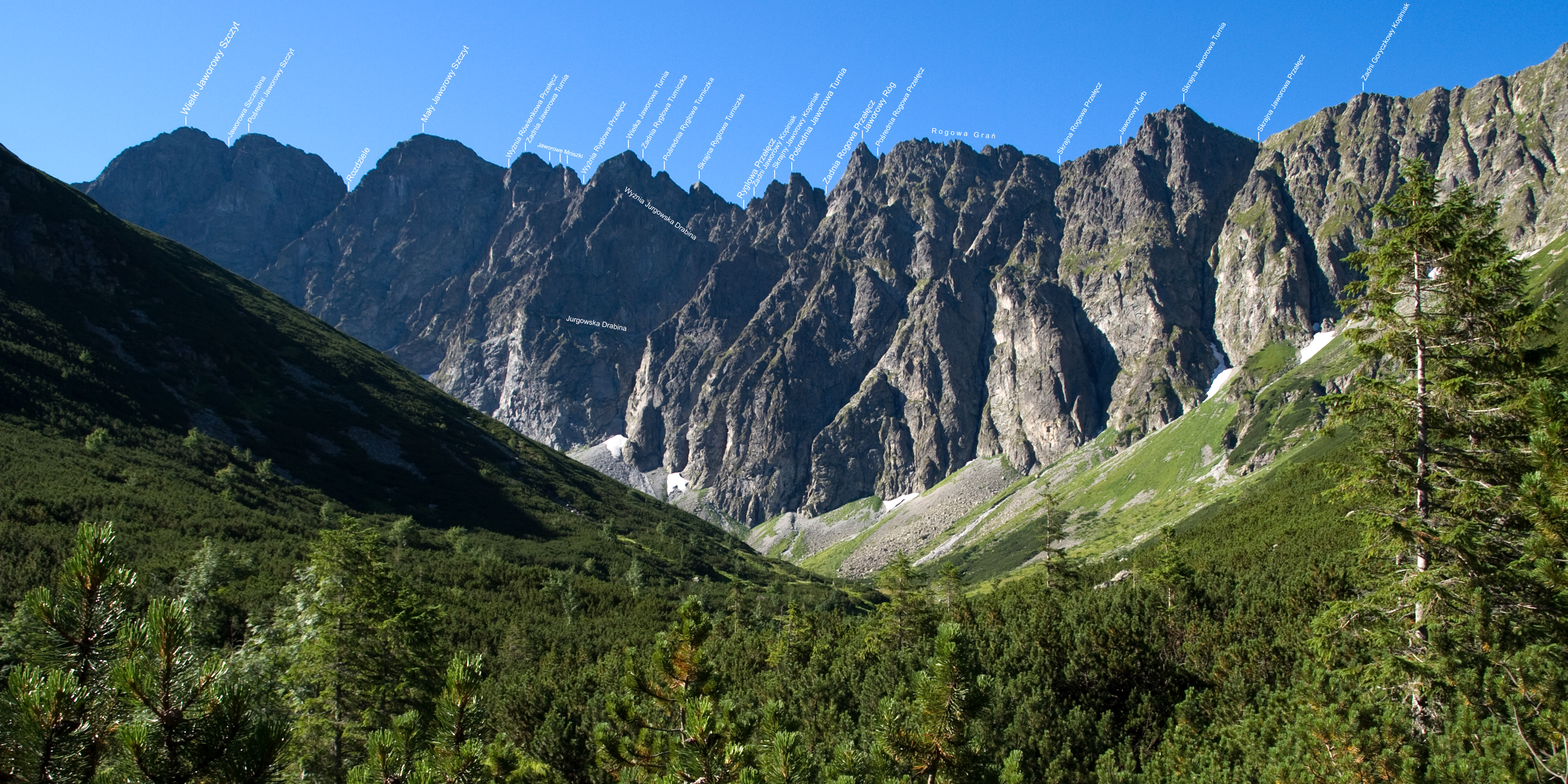
Krotenseespitze und Ahornwand

Der Javorový štít (deutsch Krotenseespitze, auch Krötenseespitze, polnisch Jaworowy Szczyt, ungarisch Varangyos-tavi-csúcs) ist ein 2417 m hoher Gipfel im Hauptkamm der Hohen Tatra zwischen der Javorovaspitze (Malý Javorový štít) und dem Spitzen Turm (Ostrý štít).

## Topographie
Von der Jaworowaspitze trennt die Krotenseespitze die Krotenseescharte (Javorová škára). Westlich befindet sich der Westgipfel (Prostredný Javorový štít) der Krotenseespitze. Zusammen mit der Jaworowaspitze und den Ahorntürmen bildet die Krotenseespitze die Ahornwand (Javorový múr) – eine der mächtigsten Felswände in der Tatra.
In Richtung des Tals Veľká Studená dolina, südöstlich des Gipfels der Krotenseepitze erstreckt sich der mehrere hundert Meter lange Graue Kamm (Sivý hrebeň), oberhalb des Wanderwegs vom Roterturmpass (Priečne sedlo) zur Hütte Zbojnícka chata. Entlang des Grauen Kamms befinden sich das Graue Schartl (Sivý priechod), die Graue Koppe (Sivá kôpka), die Graue Bank (Sivá lávka), der Graue Mönch (Zadná veža), die Graue Kerbe (Štrbina vo vežiach) und der Grauer Zwerg (Predná veža). Südwestlich des Kamms erstreckt sich die Ahorngalerie (Javorová galéria), eine schräge Terrasse, die von unten von den Javorovatürmen (Javorové veže) begrenzt ist.
Auf dem Grat, der vom Hauptgipfel zur Roten Bank (Javorové sedlo) absteigt, stehen die Schnittlauchtürmchen (Sivé zuby), die durch das grasbewachsenen Schnittlauchtörl (Sivé vrátka) getrennt sind.

## Geschichte und Nomenklatur
Der Name des Bergs bezieht sich auf den Krotensee (Žabie Javorové pleso), der sich am Fuße der Krotenseespitze im hinteren Ahorntal (Zadná Javorová dolina), nördlich der Krotenseespitze, befindet. Die erste Besteigung der Krotenseespitze war am 13. August 1897 durch Charles Englisch, Antonina Englisch und Johann Hunsdorfer, die erste Winterbesteigung durch Gyula Hefty und Gyula Komarnicki am 9. Dezember 1911.

## Nachweise
- Die Hohe Tatra, viersprachiges Wörterbuch der Berg- und Flurnamen, Online
- Ernst Hochberger, Hohe Tatra. Gebirge der Nordslowakei, 4 Bde